# Virus auxiliar
Un virus auxiliar es un virus que ayuda a un virus satélite —que infecta al mismo tiempo— incapaz de replicarse a sí mismo, produciendo el virus auxiliar enzimas y copias para que el genoma del virus deficiente se reproduzca.
Un ejemplo muy común de un virus auxiliar es el virus de la hepatitis B, necesario para la replicación y expresión del virus de la hepatitis D.
Los virus ayudantes también se utilizan comúnmente para replicar y propagar vectores virales, para la expresión de genes y para la terapia génica